# Бенегас, Касильда
Касильда Рамона Бенегас де Гальего (исп. Casilda Ramona Benegas de Gallego; 8 апреля 1907 года — 28 июня 2022 года) — парагвайско-аргентинская супердолгожительница. Является старейшей жительницей Аргентины в истории. Также она является первой верифицированной супердолгожительницей в истории Парагвая. Её возраст на момент смерти составлял 115 лет 81 день.

## Биография
Касильда Бенегас родилась 8 апреля 1907 года в городе Тринидаде, Итапуа, Парагвай.
6 апреля 1945 года Касильда эмигрировала в Аргентину.
В 2000 году, в возрасте 93 лет она эмигрировала в Испанию, но спустя 13 лет решила вернуться в Мар-дель-Плату.
В день своего 113-летия она была официально верифицирована Группой геронтологических исследований. 13 мая 2020 года в возрасте 113 лет 35 дней она обогнала по возрасту Вирджинию Мойяно (1904—2017) и стала старейшим верифицированным человеком Аргентины в истории.
10 декабря 2020 года у Бенегас был выявлен COVID-19, который протекал бессимптомно. К 23 декабря 2020 года она успешно выздоровела, что сделало её старейшим человеком, вылечившимся от COVID-19. Её рекорд был побит Люсиль Рандон в январе 2021 года.
30 марта 2021 года Касильда в возрасте 113 лет 356 дней была вакцинирована.

### Смерть
Касильда Бенегас умерла ночью 28 июня 2022 года в возрасте 115 лет 81 дня. На момент смерти она была 49-м старейшим человеком в истории, а также 4-м живущим человеком после Люсиль Рандон, Теклы Юневич и Марии Браньяс Мореры.

## Рекорды долгожителя
- 6 октября 2021 года Касильда Бенегас вошла в топ 100 старейших людей в мире.
- 8 апреля 2022 года Касильда Бенегас стала 60-м человеком в истории, отметившим 115 лет.
- 23 июня 2022 года Касильда Бененас вошла в топ 50 старейших людей в истории
- Занимала 4-е место в списке старейших ныне живущих людей.